# Veille sanitaire
La veille sanitaire est l'action de surveiller l’état de santé d'une population, de cohortes d'intérêt épidémiologiques ou d'une classe d'âge (visites médicales scolaires…), ou de groupes particuliers (ex. : militaires), etc. afin de prévenir l'extension d'épidémies et les pandémies. Elle nécessite de coordonner des aspects « médicaux, technologiques, humains et organisationnels » et parfois des contraintes spécifiques (propres par exemple au contexte scolaire, militaire, carcéral, industriel et professionnel ou à des populations particulières, migrants, touristes…).

## Lien entre veilles épidémiologique, vétérinaire et écoépidémiologique
La veille sanitaire a son équivalent dans le monde vétérinaire, où il s'agit de suivre l'état de santé de populations animales.
Ces deux domaines coopèrent et interfèrent de plus en plus (sous l'égide de l'OMS et de la FAO et de l'OIE au niveau international), car il apparait que la plupart des maladies émergentes touchant l'homme et/ou l'animal ont des causes communes et qu'elles sont parfois les mêmes, comme avec par exemple le virus H5N1 de la grippe aviaire.
De même des observatoires de la santé des forêts ou des maladies des cultures (phytopathologies) se sont constitués dans de nombreux pays, et la Surveillance syndromique semble amenée à se développer dans ces deux domaines.

## Dans les armées
Pour des raisons stratégiques, les personnels militaires doivent rester en aussi bonne santé que possible. Or ils peuvent être envoyé en mission lointaines, être mobilisés en cas de catastrophe sanitaire, ou être exposés à des armes bactériologiques, ce pourquoi les armées disposent généralement d'un système interne de veille sanitaire, que l'on cherche à rendre opérationnel en temps réel.
Par exemple, en France, un « système d'information médicale » (IM) existe au sein du Service de Santé des Armées (SSA), avec pour mission d'assurer une veille, surveillance et certaines investigations épidémiologiques.
En lien avec l'OTAN, en 2004, une capacité d' « Alarme et Surveillance en Temps Réel » (ASTER) a complété le dispositif du SSA pour les militaires déployés sur un théâtre d'opérations. Un démonstrateur avait d'abord été mis au point par l’Institut de médecine tropicale du service de santé des armées et testé en Guyane puis en métropole lors d’un exercice multinational. Conçu pour être interopérable il a été adopté par l'OTAN,. Fin 2006, il a été amélioré au sein de l'Armée française à Djibouti avec un système d’alerte et surveillance en temps réel multithéâtres d'opération.